# بازوفیل
بازوفیل‌ها (Basophil) نوعی گلبول سفید هستند. که از‌نظر تعداد، کمترین نوع گرانولوسیت‌ها هستند که حدود نیم تا یک درصد از گلبول‌های سفید در گردش خون را تشکیل می‌دهند.  با‌این‌حال، آن‌ها از‌نظر اندازه، بزرگ‌ترین نوع گرانولوسیت هستند. بازوفیل‌ها مسئول واکنش‌های التهابی در طول پاسخ ایمنی، و همچنین در شکل‌گیری بیماری‌های آلرژیک حاد و مزمن، از‌جمله آنافیلاکسی، آسم، درماتیت آتوپیک و تب یونجه هستند. همچنین آن‌ها ترکیباتی تولید می‌کنند که پاسخ‌های ایمنی را هماهنگ می‌کنند، از‌جمله هیستامین و سروتونین که باعث التهاب می‌شوند و هپارین که از لخته شدن خون جلوگیری می‌کند. البته میزان این ترکیبات در بازوفیل‌ها، کمتر از مقدار آن‌ها در ماست‌سل‌ها است. زمانی تصور می‌شد که ماست‌سل‌ها بازوفیل‌هایی هستند که از خون به بافت‌های محل اسکان خود (بافت همبند) مهاجرت می‌کنند، اما امروزه به‌عنوان دو نوع مختلف از سلول‌ها در نظر گرفته می‌شوند.
بازوفیل‌ها در سال ۱۸۷۹ توسط پزشک آلمانی پاول ارلیش کشف شدند که یک سال قبل از آن، یک نوع سلول موجود در بافت‌ها را پیدا کرده بود که او آن را ماستزلن (در حال حاضر ماست‌سل) نامید. ارلیش به‌خاطر اکتشافات خود، جایزهٔ نوبل فیزیولوژی یا پزشکی را در سال ۱۹۰۸ دریافت کرد.
نام‌گذاری «بازوفیل‌ها» از این واقعیت ناشی می‌شود که این گلبول‌های سفید به بازها تمایل دارند و به رنگ‌های بازی حساس هستند.

## ویژگی‌ها
بازوفیل‌ها کروی‌شکل‌ هستند و ۱۰ تا ۱۴ میکرون قطر دارند (کوچک‌تر از ائوزینوفیل‌ها). هستهٔ آن‌ها دارای کروماتین غلیظ، فرورفته، لوبوله، میزان کمتر کروماتین، پوشیده شده به‌وسیله گرانول‌ها است (بر‌خلاف ائوزینوفیل‌ها). بازوفیل‌ها دارای دانه‌های درشت آبی تیره در سیتوپلاسم خود هستند. این دانه‌ها حاوی مواد متعددی مانند هیستامین، پروتئوگلیکان (مثل هپارین و کندروایتین) و آنزیم‌های پروتئولیتیک (مانند الاستاز و لیزوفسفولیپاز) هستند که نقش مهمی در واکنش‌های التهابی دارند. بازوفیل‌ها و ماست‌سل‌ها از مسیرهای متفاوتی هنگام خون‌سازی به‌وجود می‌آیند و ماست‌سل‌ها معمولاً در جریان خون گردش نمی‌کنند، بلکه در بافت همبند قرار دارند. مانند همهٔ گرانولوسیت‌های در گردش، بازوفیل‌ها را می‌توان در‌صورت نیاز از خون به‌داخل بافت جذب کرد.

## عملکردها
آزاد شدن هیستامین در خون باعث افزایش نفوذپذیری مویرگ‌ها و ایجاد علائم حساسیت (آلرژی) از‌جمله التهاب، قرمزی، خارش و مخصوصاً کهیر می‌گردد. قابلیت بیگانه‌خواری و توانایی کشتن خارج سلولی بازوفیل‌ها بسیار ناچیز بوده و عمدتاً فعالیت آن‌ها محدود به واکنش‌های ازدیاد حساسیت نوع یک است. بازوفیل‌ها و ماست‌سل‌ها دارای گیرنده برای بخش Fc پادتنهای IgE و IgG4 هستند. هر ماده‌ای که بتواند دو IgE سطحی بازوفیل‌ها یا ماست‌سل‌ها را به‌هم وصل نماید (مانند آلرژن‌ها، سم زنبور، C3a و C5a)، موجب دگرانولاسیون این سلول‌ها و آزاد شدن محتویات آن‌ها گردیده که در نهایت واکنش‌های ازدیاد حساسیت نوع یک را سبب می‌شود. همچنین بازوفیل‌ها فعالیت ضد‌‌انعقادی دارند و به‌علت ترشح هپارین مانع لخته شدن خون می‌شوند.
شواهد اخیر نشان می‌دهند که بازوفیل‌ها منبع مهمی از سایتوکاین، اینترلوکین ۴ هستند که شاید مهم‌تر از لنفوسیت‌های تی هستند. اینترلوکین ۴ یکی از سایتوکاین‌های حیاتی در ایجاد آلرژی و تولید آنتی‌بادی IgE توسط دستگاه ایمنی در‌نظر گرفته می‌شود. مواد دیگری وجود دارند که می‌توانند بازوفیل‌ها را برای ترشح، فعال کنند که نشان می‌دهد این سلول‌ها نقش دیگری در التهاب دارند.

## نگارخانه

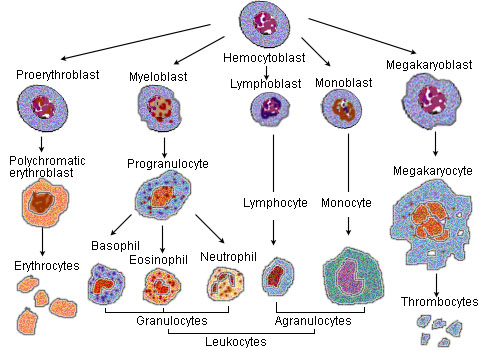
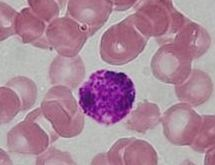